# Breathing Your Love
Breathing Your Love – pierwszy singel szwedzkiego piosenkarza Darina z czwartego albumu "Flashback". W utworze gościnnie wystąpiła Kat DeLuna. Autorami tekstu są RedOne, Darin, Bilal Hajji oraz Novel. "Breathing Your Love" będzie pierwszym singlem Darina wydanym w Wielkiej Brytanii.

## Utwory na płycie
Digital Download:
1. "Breathing Your Love" ft. Kat DeLuna 3.52

Singel CD (tylko Szwecja):
1. "Breathing Your Love" ft. Kat DeLuna 3.52

UK CD Single & Download:
1. "Single Edit" 3.35
2. "Almighty Radio Mix" 4.02
3. "The Thin Red Men Radio Mix" 3.54
4. "Almighty 12" Mix" 8.22
5. "The Thin Red Men Club Mix" 6.16

### Inne wersje
Powstały trzy wersje utworu. Wersja akustyczna została dodana jako bonus track do albumu "Flashback" na iTunes. Dodatkowo nagrano piosenkę śpiewaną w całości przez Darina oraz dwa remixy, które znalazły się na promo CD.

## Pozycje na listach
| Lista            | Kraj            | Pozycja | Certyfikat  |
| ---------------- | --------------- | ------- | ----------- |
| Swedish Top 60   | Szwecja         | 2       | IFPI: Złoto |
| Finnish Top 20   | Finlandia       | 13      | -           |
| UK Singles Chart | Wielka Brytania | TBR     | -           |

## Historia wydania
| Region          | Data                 | Format           | Wytwórnia                 |
| --------------- | -------------------- | ---------------- | ------------------------- |
| Szwecja         | 8 października 2008  | Digital download | Epic Records/Sony Music   |
| Szwecja         | 15 października 2008 | CD-single        | Epic Records/Sony Music   |
| Finlandia       | 25 marca 2009        | Digital Download | Sony Music                |
| Wielka Brytania | 24 stycznia 2010     | Digital download | Upside Records/Sony Music |
| Wielka Brytania | 25 stycznia 2010     | CD-single        | Upside Records/Sony Music |